# 巴拉烏拉 (北里約格朗德州)
6°38′34″S 36°15′14″W / 6.64278°S 36.25389°W
巴拉烏拉（葡萄牙語：Baraúna）是巴西的城鎮，位於該國東北部，由北里約格朗德州負責管轄，始建於1981年，面積826平方公里，海拔高度94米，2014年人口26,799，人口密度每平方公里32.45人。